# Institut du développement et des ressources en informatique scientifique
IDRIS
 (janvier 2015).
Si vous disposez d'ouvrages ou d'articles de référence ou si vous connaissez des sites web de qualité traitant du thème abordé ici, merci de compléter l'article en donnant les références utiles à sa vérifiabilité et en les liant à la section « Notes et références ».

Logo CNRS.

Jean Zay, le supercalculateur de l'IDRIS.

L’Institut du développement et des ressources en informatique scientifique (IDRIS), fondé en novembre 1993, est le centre majeur du Centre national de la recherche scientifique (CNRS) pour le calcul numérique intensif de très haute performance (HPC) et l'intelligence artificielle (IA) par apprentissage profond. 
L’IDRIS est au service des communautés scientifiques de la recherche publique ou privée tributaires de l'informatique extrême, sous condition de recherche ouverte avec publication des résultats. 
À la fois centre de ressources informatiques et pôle de compétences en HPC et IA, l'IDRIS est une Unité d'Appui et de Recherche du CNRS (UAR 851), dépendant de la  Direction des Données ouvertes de la recherche (DDOR) du CNRS et rattachée administrativement à l’institut CNRS Sciences informatiques (anciennement INS2I), mais dont la vocation à l’intérieur du CNRS est pluridisciplinaire. Les modalités de fonctionnement de l’IDRIS sont proches de celles des IR* (Infrastructures de Recherche "étoile") du ministère de l'Enseignement supérieur et de la Recherche (MESR).
La direction est actuellement assurée par Pierre-François Lavallée.
L'IDRIS est installé à Orsay (Essonne) sur le campus de l'Université Paris-Saclay.

## Le supercalculateur de l'IDRIS
L'IDRIS met à la disposition de la communauté scientifique de la recherche le supercalculateur Jean Zay de GENCI (Grand Équipement National de Calcul Intensif).
Ce supercalculateur a été nommé en hommage à Jean Zay, ancien ministre de l'Éducation nationale et des Beaux-arts et cofondateur du CNRS.
Jean Zay est un supercalculateur comportant une partie Eviden BullSequana XH3000, et une partie HPE SGI 8600,, formant un total de cinq partitions : une partition contenant des nœuds scalaires (ayant uniquement des CPU) et quatre partitions contenant des nœuds accélérés (nœuds hybrides équipés à la fois de CPU et de GPU). Les nœuds de calcul HPE SGI 8600 sont interconnectés par un réseau Intel Omni-Path et ceux de l'extension Eviden BullSequana XH3000 sont interconnectés par un réseau InfiniBand. L'ensemble des nœuds accède à un système de fichiers distribué Lustre à très large bande passante.